# Groupe de soutien de la 2e Division du Canada
Le Groupe de soutien de la 2e Division du Canada (GS 2e Div CA) est une formation de la 2e Division du Canada de l'Armée canadienne des Forces armées canadiennes. Son quartier général est sur la base des Forces canadiennes (BFC) Montréal au Québec. La mission de la formation est de fournir du soutien opérationnel, tant institutionnel que tactique, aux unités de la 2e Division du Canada ainsi qu'aux unités hébergées sur les mêmes bases en vue de participer à des opérations domestiques ou d'exécuter des montées en puissance pour des opérations expéditionnaires. Avant 2013, la formation portait le nom de 5e Groupe de soutien de secteur alors que la 2e Division du Canada était connue sous le nom de Secteur du Québec de la Force terrestre. Le groupe de soutien comprend un effectif total de 4 299 militaires et employés civils opérant à partir de trois garnisons : Montréal, Valcartier et Saint-Jean.

## Rôle et mandat
Le Groupe de soutien de la 2e Division du Canada est une formation de soutien. Ses unités sont responsables de fournir, de manière continue, du soutien institutionnel et tactique aux unités de sa zone de responsabilité qui correspond à celle de la 2e Division du Canada, c'est-à-dire le Québec. Elle a aussi pour mandat de fournir du soutien aux unités de la division qui sont en opération domestique ou qui sont en montée en puissance en vue d'une opération expéditionnaire. Ainsi, le groupe soutient 141 unités comprenant 33 000 personnes.

## Unités et services
Le Groupe de soutien de la 2e Division du Canada comprend les unités et services suivants :
- Branche de la conservation des ressources
- Escadron des transmissions du Groupe de soutien de la 2e Division du Canada
- La Musique du Royal 22e Régiment
- Services corporatifs
- Services des opérations
- Services du génie
- Services techniques

## Histoire
Au début des années 1990, l'Armée canadienne a pris la décision d'adopter une nouvelle approche pour soutenir ses unités qui incluait de développer des « méga bases ». Ainsi, en 1994, les bases des Forces canadiennes de Montréal et de Saint-Jean ont fusionné pour former une nouvelle BFC Montréal élargie qui regroupaient également les garnisons de Longue-Pointe, Saint-Hubert, Saint-Jean, Farnham et Saint-Bruno. En 1998, le 5e Groupe de soutien de secteur fut créé lorsque les BFC de Montréal et de Valcartier ont été amalgamées. En 2013, celui-ci devint le Groupe de soutien de la 2e Division du Canada lorsque le Secteur du Québec de la Force terrestre dont il faisait partie fut redésigné en tant 2e Division du Canada.